# Edward Whymper

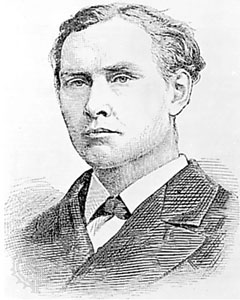
Edward Whymper

Edward Whymper (Londen, 27 april 1840 – Chamonix, 16 september 1911) was een Britse bergbeklimmer, schrijver en illustrator. Zijn interesse in klimmen begon toen hij in 1860 gevraagd werd om schetsen te maken van de Franse Alpen. In 1861 beklom hij de Mont Pelvoux en in 1864 de Barre des Écrins. In 1865 slaagde hij er in om als eerste de Matterhorn te beklimmen. In 1880 was hij de eerste die de Chimborazo beklom in Ecuador.
Whymper heeft veel bijgedragen aan de studie van onder andere hoogteziekte.

## Beklimmingen

### Matterhorn
De eerste beklimming van de Matterhorn werd gedaan door Edward op 14 juli 1865, samen met Charles Hudson, D.R. Hadow en Francis Douglas, met de berggidsen Peter Taugwalder (vader) en Peter Taugwalder (zoon) uit Zermatt en de berggids Michel Croz uit Chamonix. Het was al de zevende poging van Edward om de Matterhorn te beklimmen. Whymper won de race om de eerste beklimming van zijn rivaal Jean-Antoine Carrel uit Breuil. Bij de terugtocht verongelukten Michel Croz en alle Engelsen, behalve Whymper, nog boven de tegenwoordige Solvay-hut, door een val.

### Edward Whymper's bijzondere waarneming van lichtkruisen in de hemel
Op bladzijden 234 en 235 van het eerste deel van M. G. J. Minnaert's De natuurkunde van 't vrije veld staat het voorval vermeld omtrent Edward Whymper en zijn tochtgenoten die op 14 juli 1865 als eersten de top van de Matterhorn bereikten maar waarvan vier leden tijdens de terugtocht uitgleden en in de afgrond stortten. Tegen de avond zag Whymper aan de lucht een ontzaglijke lichtkring met drie kruisen: „de spookachtige lichtverschijnselen hingen onbewegelijk; het was een wonderlijk en ontzettend schouwspel, enig in mijn ervaring, en onbeschrijfelijk indrukwekkend op zulk een ogenblik“.

### Grandes Jorasses
Op 24 juni 1865 beklom Edward de Grandes Jorasses en was hiermee de eerste die de naar hem vernoemde Pointe Whymper, de 2de hoogste top van de berg beklom.  